# Fairmount (Illinois)
Fairmount es una villa ubicada en el condado de Vermilion en el estado estadounidense de Illinois. En el Censo de 2010 tenía una población de 642 habitantes y una densidad poblacional de 784,42 personas por km².

## Geografía
Fairmount se encuentra ubicada en las coordenadas 40°2′44″N 87°49′46″O / 40.04556, -87.82944. Según la Oficina del Censo de los Estados Unidos, Fairmount tiene una superficie total de 0.82 km², de la cual 0.82 km² corresponden a tierra firme y (0%) 0 km² es agua.

## Demografía
Según el censo de 2010, había 642 personas residiendo en Fairmount. La densidad de población era de 784,42 hab./km². De los 642 habitantes, Fairmount estaba compuesto por el 98.44% blancos, el 0.16% eran afroamericanos, el 0% eran amerindios, el 0.16% eran asiáticos, el 0% eran isleños del Pacífico, el 0% eran de otras razas y el 1.25% pertenecían a dos o más razas. Del total de la población el 0.16% eran hispanos o latinos de cualquier raza.